# Bassu
Bassu és un municipi francès, situat al departament del Marne i a la regió del Gran Est. L'any 2007 tenia 128 habitants.

## Demografia

### Població
El 2007 la població de fet de Bassu era de 128 persones. Hi havia 52 famílies, de les quals 8 eren unipersonals (8 dones vivint soles i 8 dones vivint soles), 20 parelles sense fills i 24 parelles amb fills.
La població ha evolucionat segons el següent gràfic:
Habitants censats

### Habitatges
El 2007 hi havia 57 habitatges, 49 eren l'habitatge principal de la família, 2 eren segones residències i 6 estaven desocupats. 56 eren cases i 1 era un apartament. Dels 49 habitatges principals, 45 estaven ocupats pels seus propietaris, 3 estaven llogats i ocupats pels llogaters i 1 estava cedit a títol gratuït; 3 tenien tres cambres, 15 en tenien quatre i 31 en tenien cinc o més. 44 habitatges disposaven pel capbaix d'una plaça de pàrquing. A 15 habitatges hi havia un automòbil i a 33 n'hi havia dos o més.

### Piràmide de població
La piràmide de població per edats i sexe el 2009 era:
| Homes | Edats   | Dones |
| ----- | ------- | ----- |
| 0     | 95 o +  | 0     |
| 0     | 90 a 94 | 4     |
| 0     | 85 a 89 | 0     |
| 0     | 80 a 84 | 0     |
| 4     | 75 a 79 | 4     |
| 4     | 70 a 74 | 8     |
| 0     | 65 a 69 | 0     |
| 0     | 60 a 64 | 0     |
| 4     | 55 a 59 | 0     |
| 0     | 50 a 54 | 8     |
| 12    | 45 a 49 | 16    |
| 4     | 40 a 44 | 8     |
| 0     | 35 a 39 | 0     |
| 4     | 30 a 34 | 8     |
| 4     | 25 a 29 | 0     |
| 4     | 20 a 24 | 0     |
| 4     | 15 a 19 | 4     |
| 0     | 10 a 14 | 0     |
| 4     | 5 a 9   | 0     |
| 12    | 0 a 4   | 4     |

## Economia
El 2007 la població en edat de treballar era de 90 persones, 72 eren actives i 18 eren inactives. De les 72 persones actives 68 estaven ocupades (36 homes i 32 dones) i 4 estaven aturades (2 homes i 2 dones). De les 18 persones inactives 4 estaven jubilades, 6 estaven estudiant i 8 estaven classificades com a «altres inactius».
Activitats econòmiques
Dels 5 establiments que hi havia el 2007, 1 era d'una empresa extractiva, 1 d'una empresa de construcció, 2 d'empreses de comerç i reparació d'automòbils i 1 d'una empresa classificada com a «altres activitats de serveis».
L'únic servei als particulars que hi havia el 2009 era un paleta.
L'any 2000 a Bassu hi havia 20 explotacions agrícoles que ocupaven un total de 918 hectàrees.

## Equipaments sanitaris i escolars
El 2009 hi havia una escola maternal.

## Poblacions més properes
El següent diagrama mostra les poblacions més properes.